# Magnolia (Negrita)
Magnolia è un singolo del gruppo musicale italiano Negrita, pubblicato il 9 maggio 2003 come terzo estratto dal primo album di raccolta Ehi! Negrita.

## Descrizione
Nonostante la partecipazione del gruppo al Festivalbar 2003, ed una notevole popolarità del brano, il singolo di Magnolia è stato pubblicato soltanto come CD promozionale ed in versione radio.

## Video musicale
Il videoclip, diretto da Beniamino Catena, è stato girato in Toscana. Nel video il gruppo esegue il brano a bordo di un vecchio pulmino rosso, che percorre una lunghissima strada di campagna. Alla fine il pulmino giunge su una spiaggia, dove il gruppo e gli altri passeggeri del pulmino festeggiano al tramonto.

## Tracce
1. Magnolia – 4:27